# Исер, Иосиф

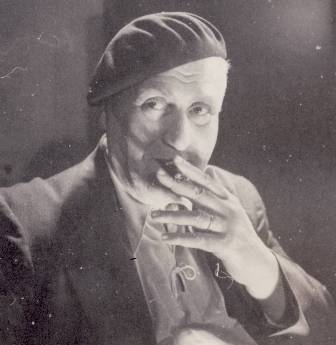

Иосиф Исер (рум. Iosif Iser; 21 апреля 1881, Бухарест — 25 апреля 1958, там же) — румынский живописец и график еврейского происхождения. Работал в стиле экспрессионизма.

## Жизнь и творчество
Детство и юность И. Исера прошли в городе Плоешти. Художественное образование он получил в 1899—1904 годах в мюнхенской Академии искусств под руководством Иоганна Гертериха и Антона Ажбе. Вернувшись в 1904 в Плоешти, художник организует свою первую персональную выставку. В 1905 году он переезжает в Бухарест и работает как художник-карикатурист для ряда столичных газет, участвует в выставке Tinerimii artistice. В 1906 году проходит первая персональная выставка И. Исера в Бухаресте. В 1907—1909 годах художник живёт в Париже и совершенствует своё мастерство в академии Рансон. В Париже он также делает карикатуры для различной периодики, в частности для сатирических журналов Les Témoins и Le Rire. Живя и работая во французской столице, И. Исер заводит многочисленные знакомства среди художников-авангардистов Монмартра; был дружен с такими мастерами, как Константин Бранкузи и Андре Дерен.
Вернувшись на родину в 1909 году, художник организует в бухарестском Атенеуме первую в Румынии выставку модернистского искусства. Со вступлением Румынии в Первую мировую войну был призван в армию, участвовал в военных действиях на Молдавском фронте. События этих лет нашли своё отражение в творчестве И. Исера (полотно «Солдаты» (1917)). После окончания войны он длительное время живёт в Париже (1921—1934), после чего уже окончательно возвращается в Румынию. 
В 1926 году работы И. Исера выставляются на экспозиции Берлинский сецессион. В 1930-е годы выставки картин И. Исера проходят в музеях и галереях Бухареста, Парижа, Амстердама, Гааги и Брюсселя. В этот период он, совместно с художниками Георге Петрашку и Штефаном Попеску создаёт группу Искусство (Arta).
После окончания Второй мировой войны персональные выставки художника проходят в Нью-Йорке (1948), Москве и Ленинграде (1956), в Вене (1957). В 1954 году он участвует в венецианском Биеннале. В 1955 году И. Исер становится действительным членом румынской Академии.